# Pontrieux
Pontrieux is een gemeente in het Franse departement Côtes-d'Armor, in de regio Bretagne. De plaats maakt deel uit van het arrondissement Guingamp. Pontrieux telde op 1 januari 2022 1.004 inwoners.

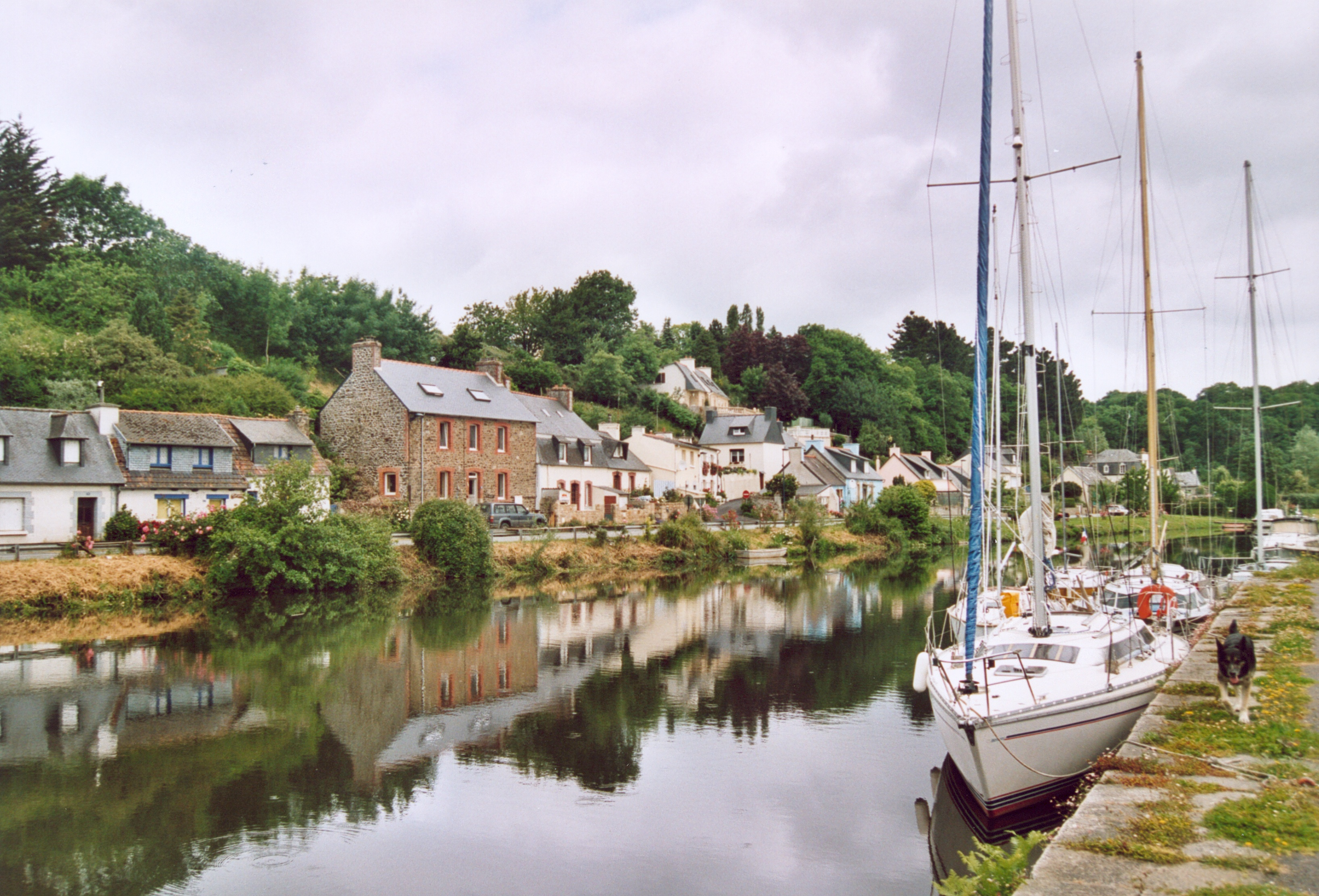
De haven
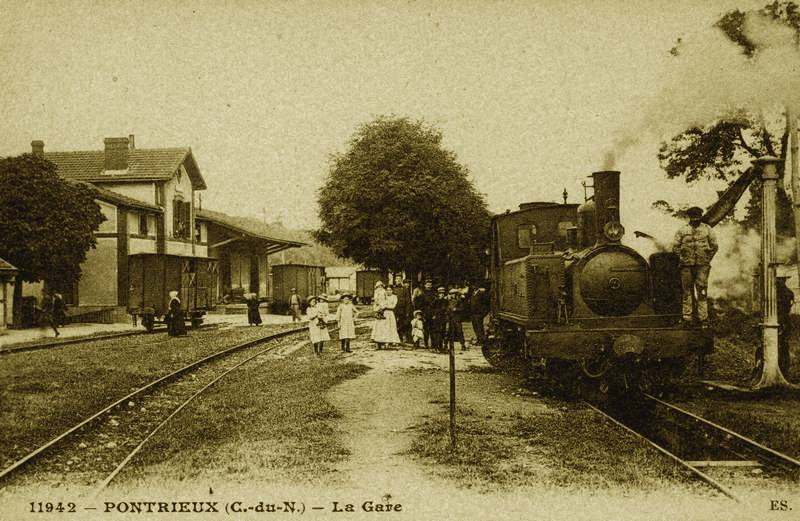
Het station in 1900

## Geografie
De oppervlakte van Pontrieux bedroeg op 1 januari 2022 1,02 vierkante kilometer; de bevolkingsdichtheid was toen 984,3 inwoners per km².
De onderstaande kaart toont de ligging van Pontrieux met de belangrijkste infrastructuur en aangrenzende gemeenten.

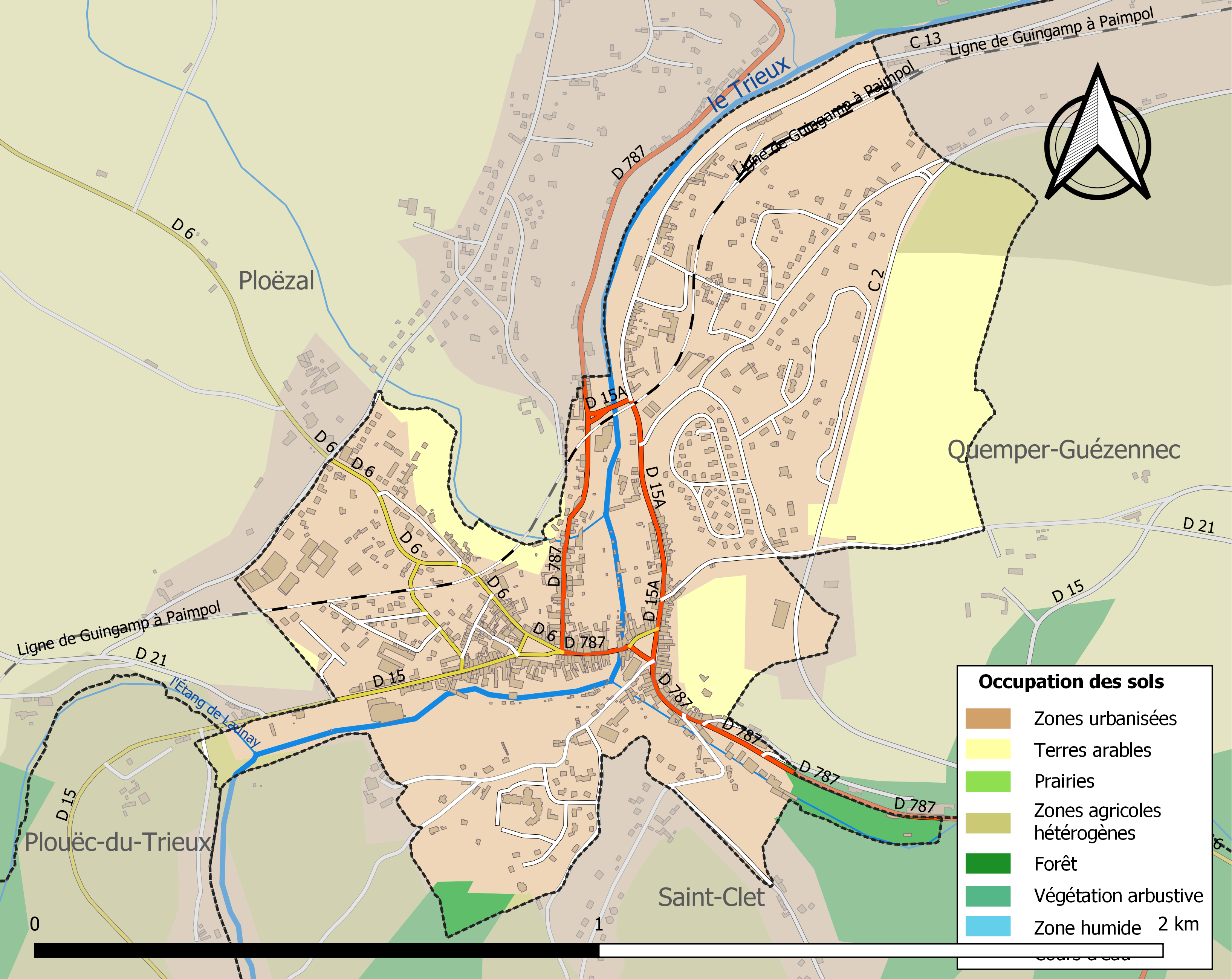

## Demografie
Onderstaande figuur toont het verloop van het inwonertal (bron: INSEE-tellingen). 